# Supernature
Supernature — третий студийный альбом британского дуэта Goldfrapp, выпущенный 17 августа 2005 года, диск был благосклонно встречен критикой. Альбом ознаменовал собой изменния в направлении музыкального стиля группы, произошедшие под влиянием певицы Донны Саммер и группы New Order.
В сентябре 2005 года альбом достиг второго места в UK Albums Chart. В 2007 «Ooh La La» была номинирована на Гремми в категории «Лучшая танцевальная запись». В январе 2006 года альбом стал платиновым в Великобритании, а к 2007 году разошёлся тиражом более миллиона копий по всему миру. Обложка альбома, созданная фотографом Россом Киртоном, в 2005 году была удостоена 8 места в перечне лучших обложек музыкальных произведений.

## Список композиций
1. «Ooh La La» — 3:23
2. «Lovely 2 C U» — 3:25
3. «Ride a White Horse» — 4:42
4. «You Never Know» — 3:27
5. «Let It Take You» — 4:30
6. «Fly Me Away» — 4:25
7. «Slide In» — 4:17
8. «Koko» — 3:23
9. «Satin Chic» — 3:28
10. «Time Out from the World» — 4:47
11. «Number 1» — 3:25

## Участники записи
- Goldfrapp:
  - Элисон Голдфрапп — вокал, клавишные, продюсирование
  - Уилл Грегори — клавишные, продюсирование
- Nick Ingman — струнные аранжировки
- Charlie Jones — бас-гитара
- Nick Batt — клавишные
- Adrian Utley — гитара, бас-гитара («Ooh La La», «Satin Chic»)
- Dave Power — ударные («Ooh La La»)
- Daniel Miller — клавишные («Ooh La La»)
- Gary Thomasat, Mat Bartram — звукорежиссёры
- Alex Dromgoole, David Emery, Richard Edgeler, Tim Roe — помощники звукорежиссёра
- Ted Jensen — мастеринг
- David Bascombe, Jeremy Wheatley, Mark «Spike» Stent — сведение
- Lee Groves, Nick Batt — программирование